# Pat Patterson
Pierre Clermont (19. ledna 1941 Montréal, Kanada – 2. prosince 2020) známější pod svým zápasnickým jménem Pat Patterson, byl kanadský profesionální wrestler, první držitel titulu WWE Intercontinental Champion z roku 1979, v roce 1996 uvedený do Síně slávy WWE.

## Kariéra
S wrestlingem začínal koncem 50. let v kanadském Montréalu a následně působil v 60. a 70. letech v kalifornském San Francisku. V roce 1979 vstoupil do Světové wrestlingové federace (WWF), v červnu téhož roku vyhrál severoamerický pás vítězstvím nad Tedem DiBiasem a v srpnu se stal historicky prvním držitelem titulu Interkontinentální šampion. Počátkem 80. let se však vrátil do Montrealu, kde se věnoval organizační práci ve wrestlingu a v roce 1984 odešel do sportovního důchodu.

## Soukromý život
V roce 1992 figuroval v kauze sexuálního obtěžování a do vyšetření byl propuštěn z federace, po stažení žaloby však opět nastoupil do funkce. Během skandálu vyšla najevo jeho homosexuální orientace. Matt Barnes v roce 2007 v magazínu Fighting Spirit psal, že měl Patterson blízko k šéfovi federace Vinci McMahonovi (stal se mimo jiné kmotrem jeho mladší dcery Stephanie McMahonové) a jeho orientace ve vedení federace nečinila problémy. V televizním pořadu WWE Legends' House v červnu 2014 sám Patterson uvedl, že žil 40 let s partnerem, který nedávno zemřel na infarkt.